# エジプト第18王朝
エジプト第18王朝（エジプトだい18おうちょう、紀元前1570年頃 - 紀元前1293年頃）は、新王国時代最初の古代エジプト王朝。政権としては第2中間期のテーベ（古代エジプト語：ネウト、現在のルクソール）政権である第17王朝と完全に連続した政権であるが、エジプト統一を成し遂げたイアフメス1世以降は第18王朝とするのが慣例となっている。エジプトの再統一による国力増大によって数々の大規模建築が残され、ヌビア、シリア地方に勢力を拡大し、オリエント世界に覇を唱えた。
「古代エジプトのナポレオン」と称されたトトメス3世、世界初の一神教ともいわれるアテン神信仰を追求したアクエンアテン（アメンヘテプ4世）、黄金のマスクによって知られるトゥトアンクアメン（ツタンカーメン）、女性としては初めてエジプトに実質的な支配権を確立したハトシェプスト、など、古代エジプトの代表的なファラオが数多くこの王朝に属している。王朝後半には王統が断絶したと考えられているが、最後のホルエムヘブはその混乱を克服し、宰相ラムセス1世を後継者に指名し、彼が第19王朝を開いた。

## 歴史

### エジプト統一

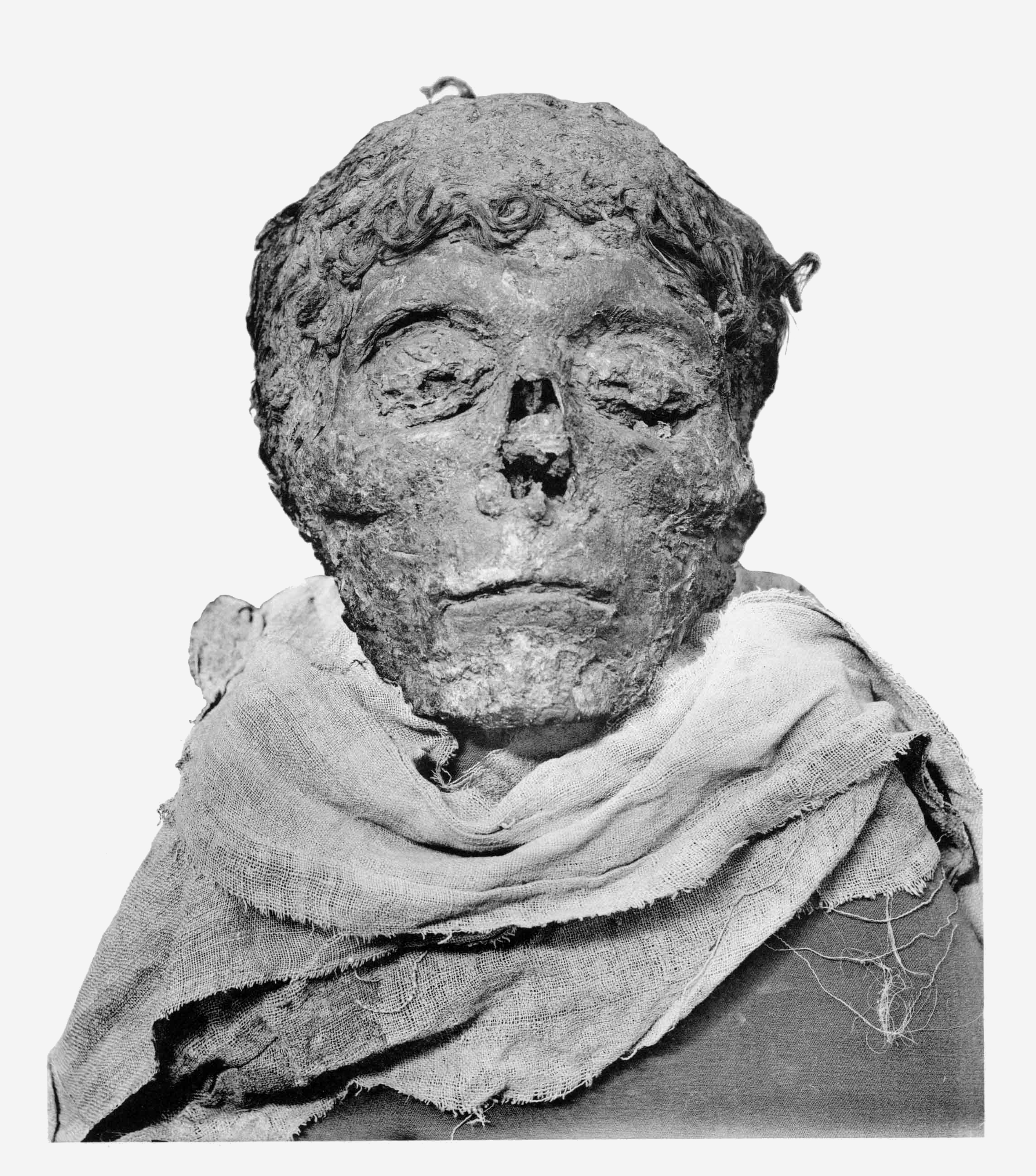
イアフメス1世のミイラ。1881年に発見され、現在は大英博物館に保管されている。

第2中間期にテーベを中心に支配権を持っていた第17王朝は、下エジプト（ナイル川三角州地帯）東部を拠点とした第15王朝（ヒクソス）の覇権の下にあった。やがてセケンエンラー・タアの時代に対ヒクソスの軍事行動を開始し、息子のカーメス、イアフメス1世と三代にわたる戦いの結果、第15王朝の根拠地アヴァリスを制圧して全エジプトを統一した。このエジプト統一という事件を重要視し、マネトはイアフメス1世以降の王を第18王朝としており、現代の学者達の区分もこれに従っている。
ヒクソスや、彼らに関係した戦いについては、ヒクソス、エジプト第15王朝、エジプト第17王朝を参照
イアフメス1世はヒクソス勢力にとどめを指すべく、ヒクソスのパレスチナ地域における拠点であったシャルヘンを攻略するためのパレスチナ遠征を治世第11年から開始した。3年にもわたる包囲戦の末シャルヘンを陥落させ、ここにヒクソス勢力は完全に放逐されるに至った。そしてヒクソス（第15王朝）のアペピ王の娘ヘルタを妃として迎え、これによってヒクソスがシリア地方に持っていた統治権を継承したと主張した。こうしてパレスチナ地域の支配権を確立した後、イアフメス1世は矛先をヒクソスの同盟国であったヌビアに向け、ナイル川第二瀑布付近までを征服した。以後ヌビアは、「南の異国の王子」という称号を持つ総督によってエジプトの直接支配の下に置かれることになる。こうして南北で国境を固めた後、イアフメス1世は中央集権を確立すべく内政の充実に力を注ぎ、官職の売買などを禁止して人事権の掌握に努めた。

### 新王国時代の形成

紀元前15世紀頃の古代オリエント

イアフメス1世の後、息子アメンヘテプ1世（前1551年 - 前1524年）が即位した。彼は30年近い統治年数を持つにもかかわらず記録をあまり残していない。しかし官職の売買に関する文書などは彼の時代に完全に姿を消すことから、父王の路線を継続して内政の充実に努めていたと考えられる。彼の時代のとりわけ重要な事業は、テーベの主神でありエジプトの国家神となるアメン神信仰の中枢アメン大神殿（カルナック神殿）の拡張計画の開始である。以降この神殿はローマ帝国時代まで継続的な修復、改修、拡張が繰り返され、今日にもその威容を残している。
アメンヘテプ1世の後に王位を継承したのはトトメス1世（前1524年 - 前1518年）であった。トトメス1世とアメンヘテプ1世の血縁関係は不明瞭であるが、恐らく義兄弟であっただろうといわれている。というのはトトメス1世がアメンヘテプ1世の妹イアフメスを妻としているからである。トトメス1世自身は軍人の出であり、このような場合しばしば王朝の交代とされるがマネトは連続した王家と見なしている。
トトメス1世の治世は短いが、輝かしい軍事的成功と偉大な建築家の存在によって一時代を画した。トトメス1世は大規模なアジア遠征を企画した。この遠征は当時メソポタミア北部で勢力を拡大していたミタンニ王国に対して行われたものであった。ミタンニは当時近隣のアッシリアやヒッタイトを圧迫しながらその勢力を拡大しており、早晩エジプトの支配するシリア・パレスチナにおいても深刻な脅威となると見られた。これを排除するために行われたトトメス1世の奇襲攻撃は成功裏に終わり、ミタンニ側に組織的な抵抗を許す事なく「逆さに流れる川」（ユーフラテス川）まで進軍。ユーフラテス河畔のカルケミシュ近郊に境界石を置いてエジプトの武威を示した。
トトメス1世はこの勝利をアメン神に感謝し、カルナック神殿に戦利品を寄進するとともに神殿をアメンヘテプ1世時代以上に拡張した。現在に残るカルナック神殿の基本的な部分はこのとき造られたものである。遠征の戦利品をカルナック神殿に寄進するのは以後エジプト王の慣例となる。更にエジプト歴代王の王墓が集まる土地として名高い王家の谷が形成されるのも彼か、それに前後する時代である。王家の谷の建設に深く関わったと考えられる高官イネニに関する記録が残されている。トトメス1世はヌビア地方においても成功を収め、イアフメス1世が征服した領土を更に南に押し広げた。
王家の谷については王家の谷、およびエジプト新王国を参照

### ハトシェプスト

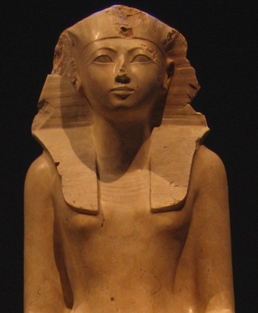
ハトシェプスト女王像。後にトトメス3世によって打ち捨てられたものだが、保存状態は良好である。

トトメス1世が死去すると、トトメス2世（前1518年 - 前1504年）が即位した。彼はトトメス1世の息子であり、彼の二人の兄が夭折していたため王位を継承することになった。しかしトトメス2世は病弱であったうえ、彼の母ムトネフェルトは側室であり血統的正統性は磐石とは言い難かった。このためトトメス1世と正妃イアフメスの間に生まれた子供の中で唯一生きていたハトシェプストを正妃として迎え、王位継承の正統性を強化しようと努めた。
トトメス2世は病弱とは言え有能な指導者であり、ヌビアでの反乱鎮圧などでは大きな成果を挙げていたが、宮廷内の問題、特に王位継承に関するそれは彼の思うようには運ばなかった。トトメス2世は側室イシスとの間にもうけていた王子トトメス3世に王位を継がせたいと考え、トトメス3世を後継者に指名した。
トトメス2世が死去すると、彼の遺言通りにトトメス3世（前1504年 - 前1450年）が即位した。しかし彼はまだ幼く、ハトシェプストは摂政（共同統治者）として実権を握った。共同王とは言っても、トトメス3世の存在は無視され、事実上ハトシェプスト（前1498年 - 前1483年）が全ての権力を握った。ここにエジプト史上初めて実質的な最高権力を女性が握ることになる。
ハトシェプスト時代は目立った対外遠征が行われておらず、大きな反乱もなく長い平和が続いた。この平和の中でエジプトの国力は拡大を続けており、数世紀ぶりにプント国（現在のソマリア地方）などアフリカ方面へ大規模な交易隊が派遣された。これをはじめとして貿易活動は極めて活発化し、数々の建築や芸術も花開いた。特にハトシェプストが自らのために作らせた巨大な墓、いわゆるハトシェプスト女王葬祭殿は古代エジプト建築の偉大な成果の1つである。
ハトシェプスト女王葬祭殿他、新王国時代の遺構についてはエジプト新王国を参照

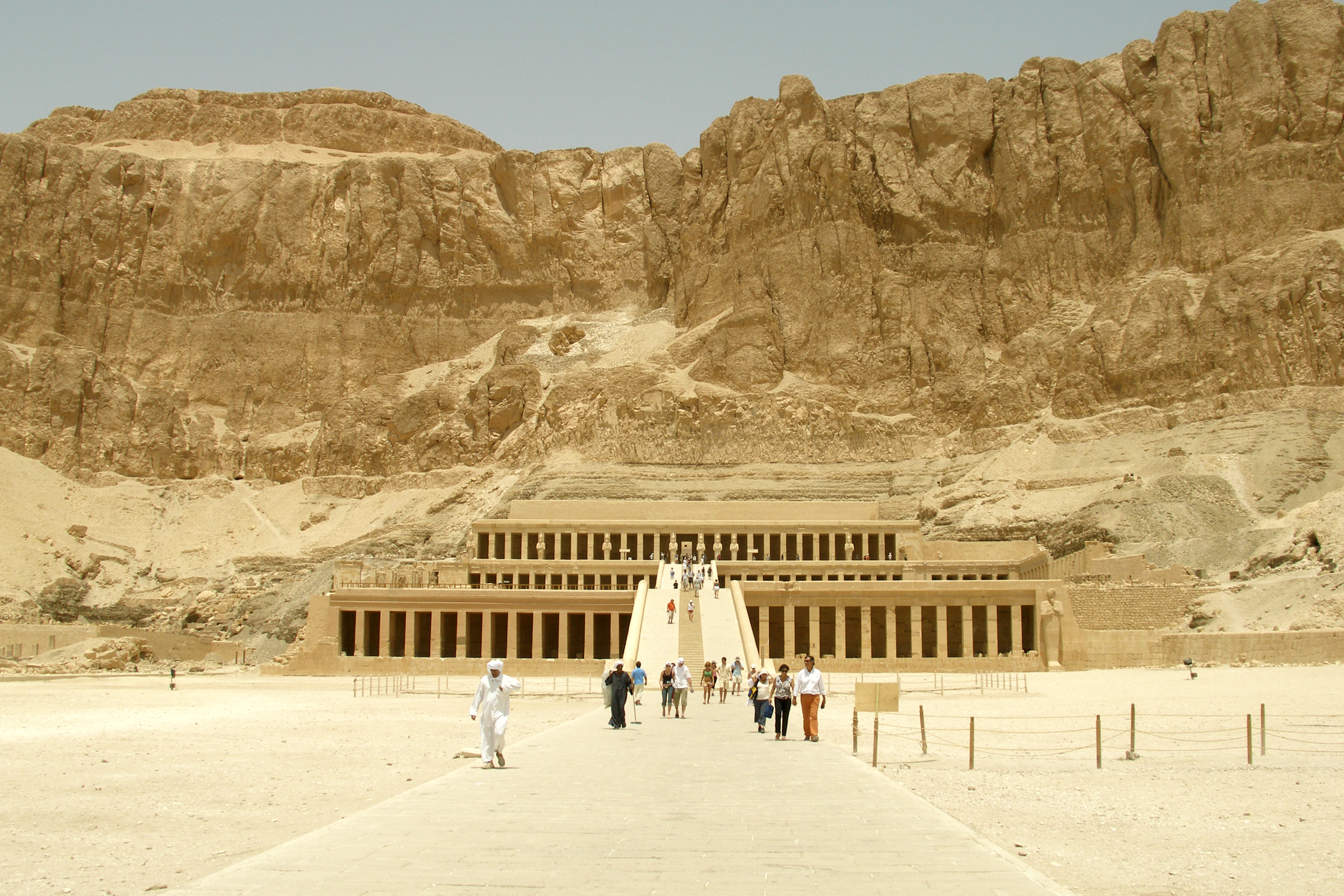
ハトシェプスト女王葬祭殿。古代エジプトを代表する建造物であり、近現代の建築家にも影響を与えた。ハトシェプストにとって自分が他の王と同じく葬祭殿を持たなければならないことは自明であった。

ハトシェプストがその力を大いに発揮していた時代、共同王であったトトメス3世がどのように生活していたのかほとんど記録に残されていない。その後ハトシェプストは50歳前後で病死することになるが、その後即位したトトメス3世はハトシェプストの記録を抹殺することに全力を挙げた。ハトシェプストが建てた多くの記念建造物からその名が削り取られ、その彫像や彼女の側近の墓はその多くが破壊された。以後、王名表などの歴史記録にはハトシェプストは正式の王としては記載されなくなるのである。
この行動については諸説あるが、大きく以下の二つに分かれる。
- トトメス3世はハトシェプストを簒奪者と見なしており、その恨みからくるもの。
- ハトシェプストは「トトメス3世が成人するまでの繋ぎ」を自覚しており、確執は存在しなかった。しかしながら『女のファラオが存在した前例』を残す訳にもいかず、やむなく存在を抹消した。

### トトメス3世

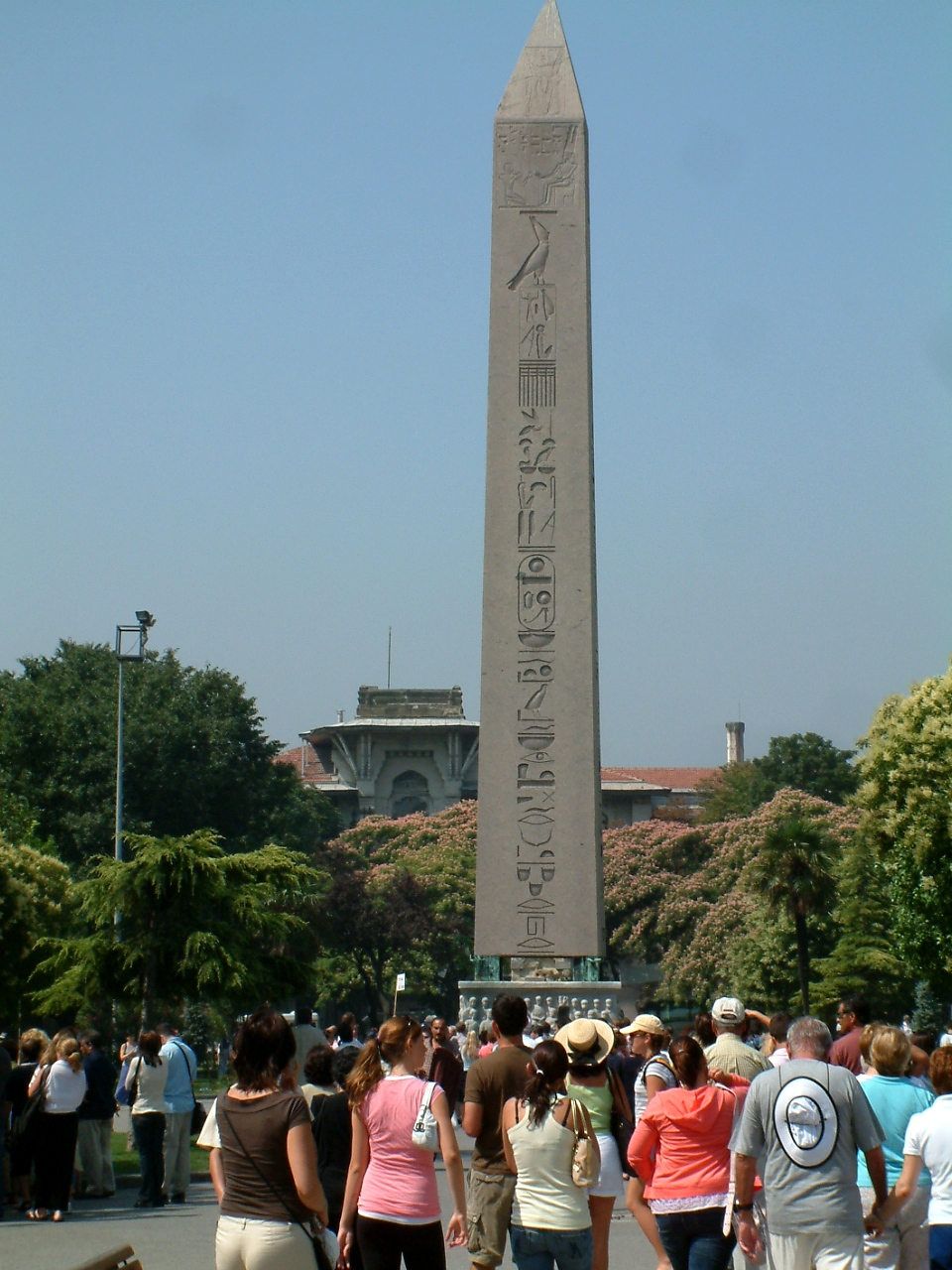
トトメス3世がテーベのアメン大神殿に建てたオベリスク。4世紀にローマ皇帝テオドシウス1世の手でコンスタンティノープルに移されたため、テオドシウスのオベリスクの別名で知られ、現在もイスタンブールのコンスタンティノープル競馬場にてその威容を示している。

ハトシェプスト時代の長い平和の間に、アジア方面ではエジプトの覇権に危機が訪れていた。それはかつてトトメス1世によってシリア・パレスチナから排除されたミタンニ王国が、シリア北部のカデシュ王を盟主とした対エジプト同盟を結成させてエジプトの影響力をそぎ落としにかかり、やがてカデシュ王らにパレスチナの要衝メギドを占領されシリア北部におけるエジプトの宗主権は失われてしまったのである。
こうした状況に対し、トトメス3世は単独統治開始後わずか半月でアジア遠征を開始した。進発から10日でガザに到達して町を占領した。これに対し反エジプト勢力はエジプトからメギドに向かう道を封鎖してエジプト軍を待ち構えたが、トトメス3世はカルメル山の峠道を強行突破して敵軍の虚を着き圧勝した。反エジプト諸国の軍はメギドに撤退して篭城したが、これも7ヶ月間の包囲戦の末陥落させたのである（メギドの戦い）。この勝利はエジプトのシリア・パレスチナ支配の転換点となった。トトメス3世は降伏したシリア地方の諸国に対して忠誠を誓わせたが、更にシリアに対する支配を強めるために諸王に対して王子を人質としてエジプトに送ることを定め、シリアをいくつかの管区に分けて監督官を置いた。
もっとも、この勝利の後も、カデシュ王をはじめとしてシリア地方の諸国はしばしばエジプトに敵対的な態度を示した。トトメス3世は以後、夏が訪れるたびにアジア遠征を繰り返し、その回数は治世の終わりまでの間に17回に達している。エジプトにとってこうしたシリア地方支配における最大の問題は同じくシリアへの勢力拡張を狙うミタンニであり、支配を磐石のものとするためにはミタンニそのものを撃退する必要があった。これを企図して行われたのがトトメス3世の治世33年に行われた第8回のアジア遠征で、トトメス3世が行ったアジア遠征の中で最大の規模を持つものである。エジプト、ミタンニ両国の軍はハラブ（アレッポ）付近で遭遇、戦闘が行われた。トトメス3世はこれに勝利し、敗走するミタンニ軍を追ってユーフラテス川に到達、更に川を超えて前進し、シリアからミタンニ軍を放逐した。
我が神はアジアの果てまで進まれた。余は「ビュブロスの妻」の御前で、神の国の山々で杉の木を伐採し、多数の荷船を作らせた。船が車に積まれると牛が車を引いていった。船はこの外国とミタンニとの境を流れるあの大河を渡るために、我が神の前を進んでいった。…余を襲った者を追って川を群の先陣を切って真っ先に渡り、ミタンニの異郷にあの惨めに逃げ回る敗残者を捜し求めた。するとこ奴は他の土地へ、遠方へと、我が神の前を恐怖に駆られて逃げていく。
トトメス3世は勝利を収め、かつてトトメス1世が行ったようにユーフラテス川沿いに境界石を建設すると、帰途に象狩りをするなどの余裕を見せて凱旋した。
この勝利はシリアにおけるエジプトの権利を国際的に承認させる事に繋がった。ミタンニ以外の当時のオリエント世界の大国、即ちヒッタイトとバビロニア（カッシート朝）がシリアにおけるエジプトの地位を承認する使者を立てた。なおシリアではカデシュを中心に反エジプトの動きがあったが、やがて完全に鎮圧された。
17回のアジア遠征によってシリア支配を確立したトトメス3世は南方に軍を転じ、ナイル川第4瀑布のナバタ地方までを征服、エジプトは史上空前の勢力を確立するに至った。ヌビアは第二瀑布を境に下ヌビア（ワワト）と上ヌビア（クシュ）に分割され、それぞれに副総督が置かれてヌビア総督（南の異国の王子）を補佐する体制が築かれた。以降ヌビアからは毎年300kgに達する金が貢納されたという。
このような成果を見て、近代の学者ジェームズ・ヘンリー・ブレステッドはトトメス3世を「古代エジプトのナポレオン」と評したのである。

### 王権とアメン神官
第18王朝の王家はアメン神官団と密接なかかわりを持った。エジプトの国家神であるアメン・ラーは対外遠征の勝利をもたらす神として崇められ、遠征のたびにアメン信仰の中枢カルナック神殿には膨大な戦利品が寄進された。とりもなおさずこれはアメン神官団の経済力拡張に結びついていった。歴代の王はアメン大司祭の強力な補佐を受けており、ハトシェプストの権力確立やトトメス3世の地位奪回においても大きな役割を果たしていたが、エジプトの国力伸張による王側の意識変化や、アメン神官団の勢力があまりに拡大を続けたために、王とアメン神官団の間にはやがて緊張関係が生じるようになった。トトメス3世の後に王位を継承していったアメンヘテプ2世（前1453年 - 前1419年）、トトメス4世（前1419年 - 前1386年）の時代は、この対立が次第に顕在化していく時代である。
トトメス3世が老齢のため死亡すると、彼が征服したシリア諸国ではただちに反乱の火の手があがった。跡を継いで即位したアメンヘテプ2世は速やかにこの反乱を鎮圧し、ヌビア地方でも同様にして現地人を威圧すると、以後は比較的平和な時代を継続した。しかし、アメンヘテプ2世は王とアメン神官団の関係を微妙に変化させていた。治世第7年と第9年におこなわれたアジア遠征の際、彼はこの遠征について記した石碑をアメン大神殿（カルナック神殿）だけではなくメンフィスのプタハ大神殿にも納めたのである。これは同一の石碑を両方に奉納することで神格のバランスを取ろうとしたものと考えられる。
それだけにとどまらず、彼はヘリオポリスのアトゥム神やラー・ホルアクティ神に対しても同様の配慮を見せ、アメン神官団との間に一定の距離を取ろうとしたことが明らかである。
アメンヘテプ2世の跡を継いで王となったトトメス4世の即位にあたっては特徴的な説話が残されている。トトメス4世が即位する前、ギザ付近の砂漠で戦車にのってライオン狩りをしている最中、スフィンクスの傍らで休息をとっていると、夢にスフィンクスが現れ、スフィンクスは自らの体を覆っている砂を取り払うならば、トトメス4世に王位を約束すると言ったのだという。スフィンクスは当時太陽神ラーを象徴すると見なされていたことから、この説話はトトメス4世の即位にヘリオポリスの太陽神崇拝が大きな役割を果たしていたことを示すと考えられる。
このように即位時点からアメン神官団と距離をとっていたトトメス4世は、さらにその影響力を排除すべく数々の手段を講じた。とりわけ慣例的にアメン大司祭が兼任することになっていた上下エジプト神官長職に、アメン大祭司アメンエムハトではなく、腹心の徴兵書記ホルエムヘブを任命しており、アメン神官団の影響力を削ごうという意図が明白であった。

### 最盛期

#### 巨大建築

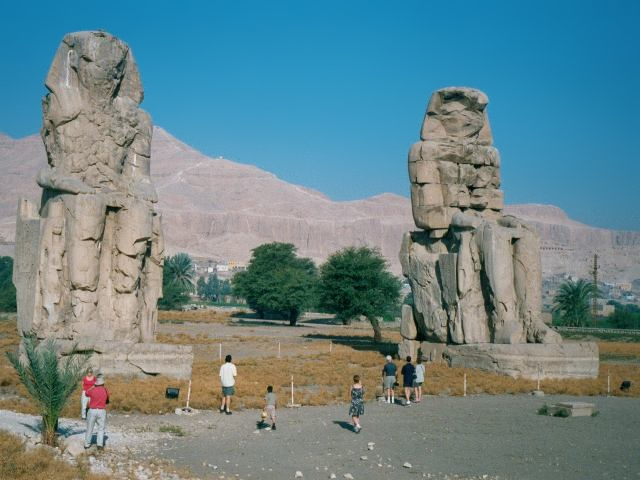
高さ20mのアメンヘテプ3世像。元来は巨大な葬祭殿に付属していたものだが、葬祭殿が崩壊してしまったために今では巨像だけが2体取り残されている。メムノンの巨像の異名で知られるこの像は、かつては夜明けと夕焼けに呻き声を挙げたことで有名であった。呻き声の原因はよくわかっていないが、ローマ皇帝セプティミウス・セウェルスが補修工事を行った後は音は聞こえなくなった。

続くアメンヘテプ3世（前1386年 - 前1349年）の時代にはより一層、王側のアメン神官団に対する人事的介入が進んだ。というのはアメンヘテプ3世はアメン大司祭職に、アメン神官ではないプタハメスを任じたのである。プタハメスのあとにはアメン神官側の巻き返しもあり、アメン神官であるプタハメスがアメン大司祭に就任したが、上下エジプト神官長職にはプタハ大司祭トトメスを、アメン第二司祭職には王妃ティイの兄弟アネンを任じ、アメン神官団の動きを牽制した。
アメンヘテプ3世はこのような方策によって国内における自分の地位を確固たるものとし、建築活動、対外交渉において大きな成果をあげていった。アメンヘテプ3世の軍事活動に関する記録はほとんど無いが、彼の建築活動はエジプト史上空前の規模で行われ、今日においても彼が建造した建物は数多く残されている。アメンヘテプ3世を上回る建築活動を行った王は、以後にもエジプト史上最大の王といわれる第19王朝のラムセス2世しかおらず、まさにアメンヘテプ3世の治世が第18王朝の最盛期ということができる。
彼の建築した建物の中でも代表的なものを挙げれば、現在マルカタ王宮の名で知られる人造湖を伴う巨大王宮や、その2kmほど北に造られたテーベ最大の葬祭殿などがある。この葬祭殿は現在では原型を留めないが、アメンヘテプ3世の巨大な坐像が残り、メムノンの巨像の異名で知られる。メムノンの巨像に次いで大きなカルナク神殿の赤花崗岩製の頭像、ルクソール神殿とカルナック神殿を結ぶ参道のスフィンクスなども特に目立つものの1つである。
他にも彼にまつわる建造物はヌビアから下エジプトに至るエジプト全域で発見されており、その多くは現在観光名所となっている。こうした巨大建造物の建築に辣腕を振るったのは、アメンヘテプ3世の寵臣であったハプの子アメンヘテプであった。彼は低い身分の出身にも拘らず前述のメムノンの巨像をはじめ多くの建造物の建設に携わるとともに、晩年には王女サトアメン付きの管財人にまで登った。こうした功績によって彼は王達とならんで葬祭殿の造営が許可されており、これは異例中の異例の出来事である。
アメンヘテプ3世にまつわる建造物などについてはエジプト新王国を参照

#### ヒッタイトの台頭とエジプト・ミタンニ同盟
長きにわたってシリアの支配権を巡って対立を続けていたエジプトとミタンニの関係は、アメンヘテプ2世の治世晩年から変化し始めた。これはアナトリアで勢力を拡大するヒッタイトがシリアへ侵入する動きを示したためである。とりわけトゥドハリヤ1世の時代ではその傾向が顕著であり、ハラブ（アレッポ）、ミタンニを相次いで破り北シリアに侵入した。この事態を受けて、エジプトとミタンニは長年の対立を収束させて講和の席を設けることになった。トトメス4世時代にこの講和は成立し、トトメス4世の後宮にミタンニ王アルタタマの娘が入り、同盟関係が結ばれた。こうしてエジプトとミタンニの同盟を軸にシリア地方の政治情勢は安定することになった。
アメンヘテプ3世もこの路線を継承しており、エジプト・ミタンニ同盟は継続された。彼はミタンニ王シュッタルナ2世の娘ギルヒパを娶っており、婚姻を軸にした同盟が行われていた。トトメス4世やアメンヘテプ3世はこれらの婚姻を成立させるために婚姻を繰り返しミタンニに打診していた。アメンヘテプ3世はギルヒパを娶って以降、他のオリエント世界の諸国との間にも同様の関係を結ぶ方針を立て、数多くの王女がエジプトの後宮に輿入れした。具体的な所ではカッシート朝バビロニアの王女2人や、アルサワ（キプロス）の王女の存在が知られている。
こうした婚姻外交はエジプトに異国の王女が嫁ぐことはあっても、エジプトの王女が外国に嫁ぐことは無いという一方通行のものであった。カッシート朝バビロニアの王カダシュマン・エンリル1世がエジプト王女との婚姻を依頼した際には、アメンヘテプ3世は取り付く島も無くこれを拒否している。つまりは、アメンヘテプ3世はエジプトを上位としたオリエントの国際秩序を希求していたのであった。こうした王女の輿入れの見返りとして、エジプトから周辺諸国に膨大な量の金が提供された。オリエントの各国はしばしばエジプトに金を求める外交書簡を送っており、こうして提供される金はエジプトの影響力を広く浸透させるのに役立ったのである。

### 輝けるアテン

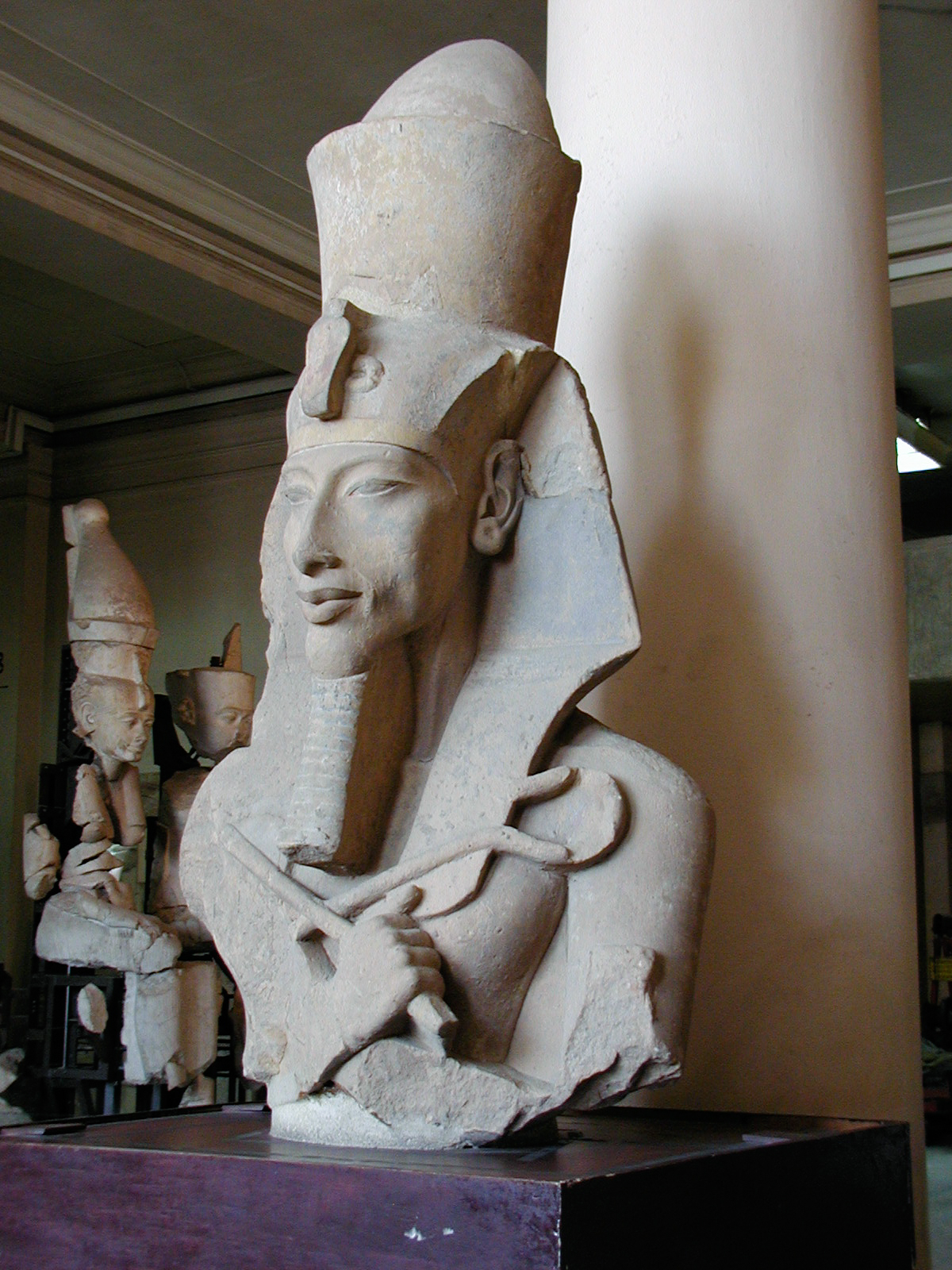
アクエンアテン（アメンヘテプ4世）像。

アメンヘテプ3世の年長の王子トトメスは夭折し、別の王子アクエンアテンことアメンヘテプ4世（前1351年 - 前1334年）が即位することになった。彼はアメンヘテプ3世時代に共同統治者であったという説があり、これを巡っては長い論争があるが結論が出ていない。

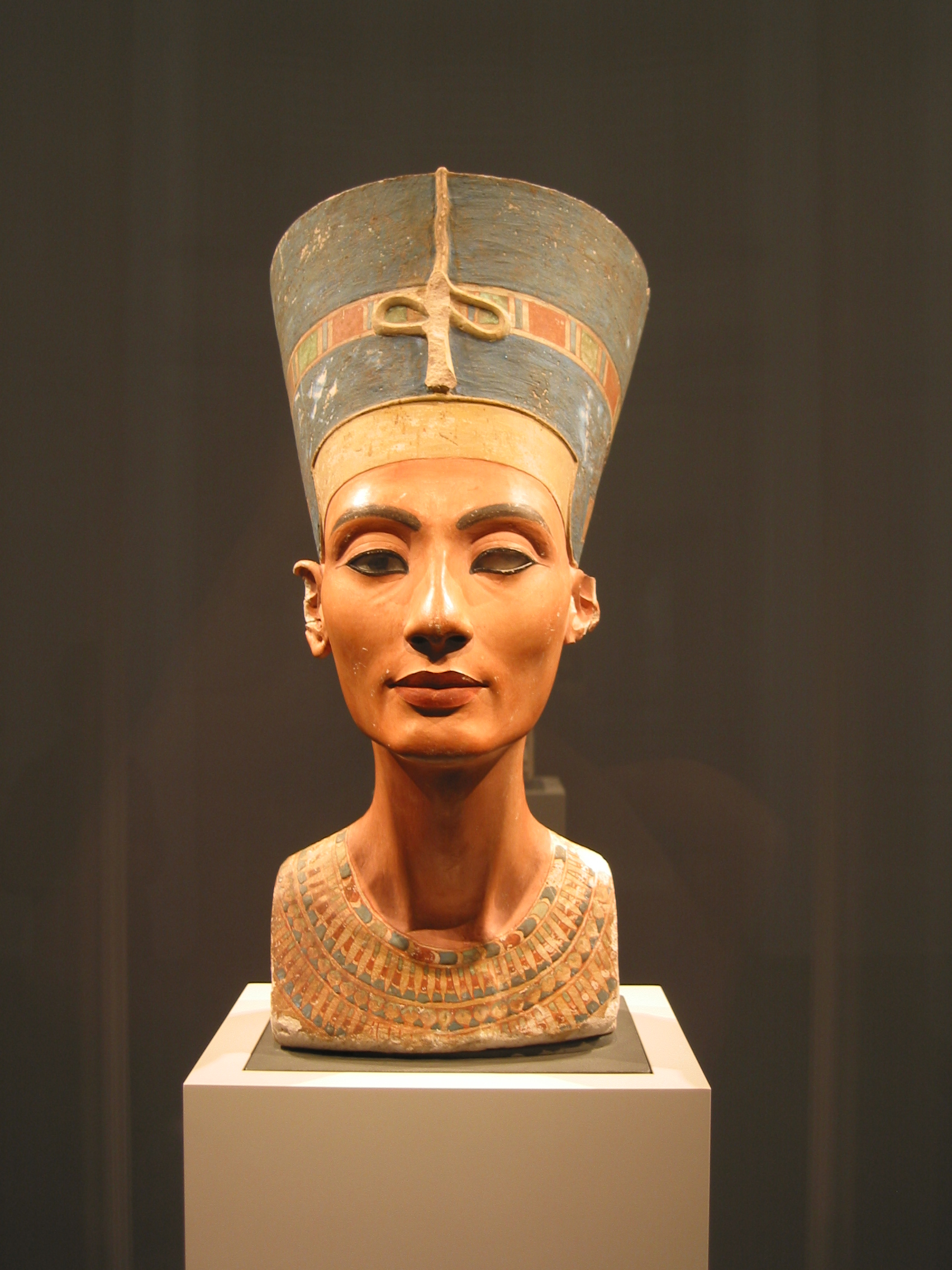
アクエンアテン妃、ネフェルティティ像。彫刻家トトメスの工房跡から発見された。製作者がわかる珍しい像である。

アクエンアテンは唯一の神アテンに対する信仰という独自の宗教政策によって有名である。アテン神は太陽神であり、古くは中王国時代から日輪を象徴した形で登場するが、この時代に重要性を極めて増した。既にアメンヘテプ3世時代に、王室所有の船の名前に「輝けるアテン」の名が用いられるなどしていたが、アメンへテプ4世として父王の跡を継いだこのファラオは、長期にわたって続いていた王権とアメン神官団との対立を決定的に解決すべく、アテン神を唯一の神とする宗教改革を実行した（アマルナ革命）。即位後まもなく、アメン大神殿（カルナック神殿）の東側にアテン神殿を建設するという決定を下した。平行してエジプト各地にアテン神殿が建設され、更に治世第4年には新都アケトアテン（「アテンの地平線」、現在のアマルナ）の建設を決定した。この新都建設の意図は、アテン神信仰の総本山を確保することにあったのであろう。そして治世第6年目までには自分の誕生名（ラーの子名）をアクエンアテン（「アテンにとって有用なる者」）に改称し、アメン神信仰との決別が高らかに宣言された。王妃であったネフェルティティにも、ネフェルネフェルウアテン（「アテン神の麗しき美」）という修辞がつけられるようになっている。
治世第9年にはアテン神の公式名は「アテンとして帰って来た父ラーの名によって、地平線で歓喜する地平線の支配者ラー」と変更され、これと前後してアメン神官団を中心に異なる神に仕える神官への迫害が始まった。アメン神の名前が刻まれた記念物からはこれが取り除かれ、対象は王名の「アメン」ヘテプにさえ及んだ。各地のアメン神殿が閉鎖され、他の神々の神殿に対しても、アメン神殿に対するほど徹底的ではなかったが、介入が行われ公的な祭祀は停止された。聖像美術においては人型をした神の描写が否定された。
このようにして崇拝が行われたアテン神は、エジプト人のみならずあらゆる人々に恩恵を与えるとされたことや、王による祭祀の独占など、帝国的に拡大したエジプト新王国に相応しいいくつかの要素を持っているかに見えたが、アテン信仰がエジプト人全般へと広まることはなかった。現在までにわかっていることでは、アテン神信仰は実際にはアクエンアテンと、取り巻きの少数の官吏の間に広まっただけであり、アテン神のための首都アケトアテンの住民でさえ古い信仰を維持していたことがわかっている。これは伝統的な宗教観の急激な変化は、多くのエジプト人の受け入れる所とならなかったことや、アメン神官団をはじめとした諸神官の抵抗に加え、アクエンアテン自身がアテン信仰の普及と拡大よりは、自分と神の交感の方に熱中していたためと言われている。
しかも、アクエンアテン治世にはシリアにおいてヒッタイトのシュッピルリウマ1世とアムル人のアムル王国のアジルの活動によってエジプトの支配が後退し、残されたシリア南部の領土にも離反の動きが出始めていた。こうした外交的失敗はアテン神の力に対する疑問を呼び起こさずにはいなかった。やがてアクエンアテンが死去するとアテン信仰は激しい逆風に晒されることとなる。

### 伝統信仰への復帰

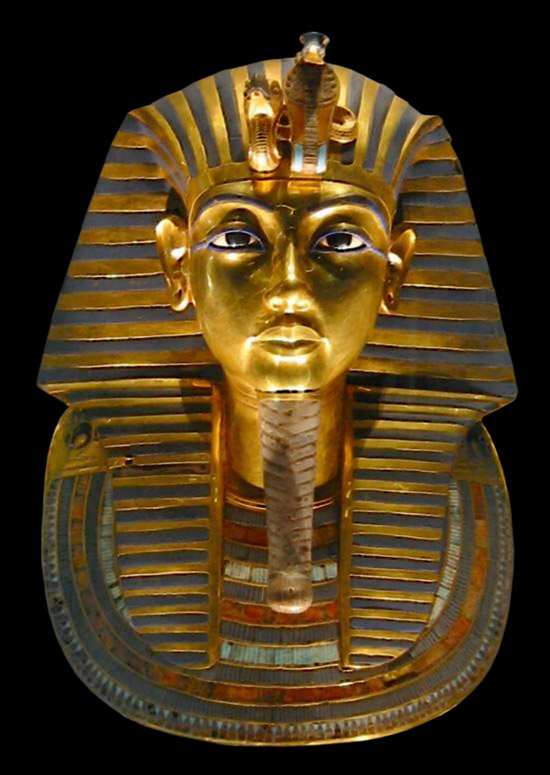
トゥトアンクアメン（ツタンカーメン）の黄金のマスク。このマスクを初めとした宝物の発見は、専門家でさえ特に注目の対象としなかったトゥトアンクアメンを一躍古代エジプトを代表する王とした。

アクエンアテン治世末期、彼の弟または息子であるスメンクカーラー（前1336 - 前1334）が共同王の座についていた。彼の統治期間は大半がアクエンアテンとの共同統治であったと考えられているが、アクエンアテンの死後まもなく死去した。そのため別の王族であるトゥトアンクアテン（前1334 - 前1325）が擁立された。トゥトアンクアテンは即位時わずか9歳であり、政治的実権は宰相のアイと将軍ホルエムヘブが握ることになった。この両名の主導の下、アテン神信仰は廃され伝統的なアメン神を中心とした神々への信仰復活が行われた。トゥトアンクアテン王の治世第4年に王名がトゥトアンクアメン（「アメン神の生ける似姿」、ツタンカーメン）に変更され、王妃の名もアンケセンアメンと改められ、都をかつての首都メンフィスに移すことが宣言された。
ただし、こうした伝統信仰への復帰がアメン神官団などの神官勢力ではなく、アイとホルエムヘブという官僚の手によって行われたために、アメン信仰が復活してもアメン神官団の政治的影響力は劇的に復活しなかった。メンフィスへの遷都もアメン神官団の政治的影響力から距離を取ろうとしたためであるといわれている。
こうしてアテン信仰に伴う一連の混乱に終止符が打たれると、ホルエムヘブの主導の下、シリアに遠征し南部におけるエジプトの秩序を回復することに成功した。

### 王位継承問題と婚姻問題
しかしトゥトアンクアメンが後継者を残さないまま治世9年で死亡してしまったため王位継承問題が発生した。これに関連した事件の記録がヒッタイトに残されていた。その記録によれば、エジプトの王妃「ダムハンズ」がヒッタイト王スッピルリウマ1世の下へ、ヒッタイト王子をエジプトに送り自分と結婚させてほしいという要請を出したという。スッピルリウマ1世はこの要請を訝しんだが、繰り返し「ダムハンズ」の要請を受けたために、遂に王子ザンナンザをエジプトへ派遣することを決定した。ところが、ザンナンザはエジプトに向かう途中、シリア地方でエジプト人（ホルエムヘブか?）によって殺害されてしまった。ザンナンザ王子の殺害はスッピルリウマ1世を激怒させ、別の王子アルヌワンダ2世の指揮の下にヒッタイト軍がエジプト領シリアに侵攻した。エジプト軍は初戦で敗れたが、幸いにもヒッタイトで発生した疫病のために大きな損害を出すことなく戦いは一時終了した。
こうして外国人がエジプト王座を継承する可能性は排除され、宰相アイがトゥトアンクアメンの元王妃アンケセンアメンと結婚して王位を継承することになった。アイはアクエンアテンの王妃ネフェルティティの父であり、アンケセンアメンの母方の祖父に当たる。アイはトゥトアンクアメンの葬儀を取り仕切り、正統性の確保に努めたが高齢のため治世わずか4年ほどで死去した。
そしてアイ王の地位を継承したのは将軍ホルエムヘブ（前1321 - 前1293）であった。ホルエムヘブはヘラクレオポリス出身で早くから頭角を現した軍人であったが、その経歴はよくわかっていない。少なくてもアメンヘテプ3世の時代に軍総司令官の座についていた。恐らくアジア地域における数々の軍功が彼の即位を周囲の人々に納得させたものと考えられる。彼はアイ王の娘でネフェルティティの妹であるムトネジメトと結婚して王家との血縁を確保した。
ホルエムヘブも高齢での即位であったが、彼に与えられた時間はアイのそれよりずっと長く、多くの治績を残すに十分であった。ホルエムヘブにとって最重要の課題は、アクエンアテンのアマルナ革命以来の政治的変動によって混乱していた官僚制の整備であり、半ば慣習化していた数々の「不正行為」を取り締まるとともに、「軍隊のえり抜き」を官僚・神官に任命し、さらに「世襲貴族こそ有能な官僚を供給してきた」として、官位の世襲権を尊重することとした。
アメン神官団の動向には極力注意が払われ、プタハ神殿やラー神殿に対する保護によって神官勢力のバランスを保つ方策を採った。こうしたホルエムヘブの活躍によってエジプト新王国の繁栄は次の時代になお受け継がれていく事になる。
ホルエムヘブは30年近く統治したが、嗣子がなかったため王の親しい友人であり有力者であった宰相ラムセスが王位継承者に選ばれた。ホルエムヘブの死に伴ってさしたる混乱も無くラムセスが王位を継承（ラムセス1世）した。彼以後は慣例的に第19王朝に分類されている。

## 歴代王
歴代王名は原則として「即位名（上下エジプト王名）・誕生名（ラーの子名）」の順番によって記録する。途中で改名した王については括弧内に改名した名前を記すほか、一般的に知られている通称も括弧内に記す。在位年は参考文献『ファラオ歴代誌』の記述に基づくが、年代決定法の誤差その他から異説が多いことに注意されたい。アメンヘテプ4世（アクエンアテン）が父王時代に共同王であったという説があるがここでは考慮していない。また、共同王として即位した時点から在位年を始めているため、年代が重複する王がいる。
- ネブペフティラー・イアフメス1世（前1570年 - 前1546年）
- ジェセルカラー・アメンヘテプ1世（前1551年 - 前1524年）
- アアケペルカラー・トトメス1世（前1524年 - 前1518年）
- アアケペルエンラー・トトメス2世（前1518年 - 前1504年）
- マートカラー・ハトシェプスト（前1498年 - 前1483年）
- メンケペルラー・トトメス3世（前1504年 - 前1450年）
- アアケペルウラー・アメンヘテプ2世（前1453年 - 前1419年）
- メンケペルウラー・トトメス4世（前1419年 - 前1386年）
- ネブマートラー・アメンヘテプ3世（前1386年 - 前1349年）
- ネフェルケペルウラー・アメンヘテプ4世（アクエンアテン 前1350年 - 前1334年）
- アンクケペルウラー・スメンクカーラー（前1336年 - 前1334年）
- ネブケペルウラー・トゥトアンクアメン（トゥトアンクアテン、ツタンカーメン、前1334年 - 前1325年）
- ケペルケペルウラー・アイ（前1325年 - 前1321年）
- ジェセルケペルウラー・ホルエムヘブ（前1321年 - 前1293年）

## 系図
|              |              |              |              | エジプト第17王朝     |                 |                  |                  |                  |                  |                  |                  |                |                |               |               |                  |                  |                  |                  |                  |                  |             |             |                  |                  |                  |                  |                  |                  |                 |                 |                                           |                                           |                                           |                                           |                                           |                                           |              |              |                          |                          |                          |                          |                            |                            |                            |                            |                             |                             |                             |                             |                             |                             |  |  |                                 |                                 |                                 |                                 |                                 |                                 |  |  |                                            |                                            |                                            |                                            |                                            |                                            |  |  |  |  |
|              |              |              |              |                      |                 |                  |                  |                  |                  |                  |                  |                |                |               |               |                  |                  |                  |                  |                  |                  |             |             |                  |                  |                  |                  |                  |                  |                 |                 |                                           |                                           |                                           |                                           |                                           |                                           |              |              |                          |                          |                          |                          |                            |                            |                            |                            |                             |                             |                             |                             |                             |                             |  |  |                                 |                                 |                                 |                                 |                                 |                                 |  |  |                                            |                                            |                                            |                                            |                                            |                                            |  |  |  |  |
|              |              |              |              | セケンエンラー・タア |                 |                  |                  |                  |                  |                  |                  |                |                |               |               |                  |                  |                  |                  |                  |                  |             |             |                  |                  |                  |                  |                  |                  |                 |                 |                                           |                                           |                                           |                                           |                                           |                                           |              |              |                          |                          |                          |                          |                            |                            |                            |                            |                             |                             |                             |                             |                             |                             |  |  |                                 |                                 |                                 |                                 |                                 |                                 |  |  |                                            |                                            |                                            |                                            |                                            |                                            |  |  |  |  |
|              |              |              |              |                      |                 |                  |                  |                  |                  |                  |                  |                |                |               |               |                  |                  |                  |                  |                  |                  |             |             |                  |                  |                  |                  |                  |                  |                 |                 |                                           |                                           |                                           |                                           |                                           |                                           |              |              |                          |                          |                          |                          |                            |                            |                            |                            |                             |                             |                             |                             |                             |                             |  |  |                                 |                                 |                                 |                                 |                                 |                                 |  |  |                                            |                                            |                                            |                                            |                                            |                                            |  |  |  |  |
|              |              |              |              |                      |                 |                  |                  |                  |                  |                  |                  |                |                |               |               |                  |                  |                  |                  |                  |                  |             |             |                  |                  |                  |                  |                  |                  |                 |                 |                                           |                                           |                                           |                                           |                                           |                                           |              |              |                          |                          |                          |                          |                            |                            |                            |                            |                             |                             |                             |                             |                             |                             |  |  |                                 |                                 |                                 |                                 |                                 |                                 |  |  |                                            |                                            |                                            |                                            |                                            |                                            |  |  |  |  |
|              |              |              |              | カーメス             | カーメス        | カーメス         | カーメス         | カーメス         | カーメス         |                  |                  | イアフメス1世  | イアフメス1世  | イアフメス1世 | イアフメス1世 | イアフメス1世    | イアフメス1世    |                  |                  |                  |                  |             |             |                  |                  |                  |                  |                  |                  |                 |                 |                                           |                                           |                                           |                                           |                                           |                                           |              |              |                          |                          |                          |                          |                            |                            |                            |                            |                             |                             |                             |                             |                             |                             |  |  |                                 |                                 |                                 |                                 |                                 |                                 |  |  |                                            |                                            |                                            |                                            |                                            |                                            |  |  |  |  |
|              |              |              |              | カーメス             | カーメス        | カーメス         | カーメス         | カーメス         | カーメス         |                  |                  | イアフメス1世  | イアフメス1世  | イアフメス1世 | イアフメス1世 | イアフメス1世    | イアフメス1世    |                  |                  |                  |                  |             |             |                  |                  |                  |                  |                  |                  |                 |                 |                                           |                                           |                                           |                                           |                                           |                                           |              |              |                          |                          |                          |                          |                            |                            |                            |                            |                             |                             |                             |                             |                             |                             |  |  |                                 |                                 |                                 |                                 |                                 |                                 |  |  |                                            |                                            |                                            |                                            |                                            |                                            |  |  |  |  |
|              |              |              |              |                      |                 |                  |                  |                  |                  |                  |                  |                |                |               |               |                  |                  |                  |                  |                  |                  |             |             |                  |                  |                  |                  |                  |                  |                 |                 |                                           |                                           |                                           |                                           |                                           |                                           |              |              |                          |                          |                          |                          |                            |                            |                            |                            |                             |                             |                             |                             |                             |                             |  |  |                                 |                                 |                                 |                                 |                                 |                                 |  |  |                                            |                                            |                                            |                                            |                                            |                                            |  |  |  |  |
|              |              |              |              | アメンホテプ1世      | アメンホテプ1世 | アメンホテプ1世  | アメンホテプ1世  | アメンホテプ1世  | アメンホテプ1世  |                  |                  | イアフメス     | イアフメス     | イアフメス    | イアフメス    | イアフメス       | イアフメス       |                  |                  | トトメス1世      | トトメス1世      | トトメス1世 | トトメス1世 | トトメス1世      | トトメス1世      |                  |                  |                  |                  |                 |                 |                                           |                                           |                                           |                                           |                                           |                                           |              |              |                          |                          |                          |                          |                            |                            |                            |                            |                             |                             |                             |                             |                             |                             |  |  |                                 |                                 |                                 |                                 |                                 |                                 |  |  |                                            |                                            |                                            |                                            |                                            |                                            |  |  |  |  |
|              |              |              |              | アメンホテプ1世      | アメンホテプ1世 | アメンホテプ1世  | アメンホテプ1世  | アメンホテプ1世  | アメンホテプ1世  |                  |                  | イアフメス     | イアフメス     | イアフメス    | イアフメス    | イアフメス       | イアフメス       |                  |                  | トトメス1世      | トトメス1世      | トトメス1世 | トトメス1世 | トトメス1世      | トトメス1世      |                  |                  |                  |                  |                 |                 |                                           |                                           |                                           |                                           |                                           |                                           |              |              |                          |                          |                          |                          |                            |                            |                            |                            |                             |                             |                             |                             |                             |                             |  |  |                                 |                                 |                                 |                                 |                                 |                                 |  |  |                                            |                                            |                                            |                                            |                                            |                                            |  |  |  |  |
|              |              |              |              |                      |                 |                  |                  |                  |                  |                  |                  |                |                |               |               |                  |                  |                  |                  |                  |                  |             |             |                  |                  |                  |                  |                  |                  |                 |                 |                                           |                                           |                                           |                                           |                                           |                                           |              |              |                          |                          |                          |                          |                            |                            |                            |                            |                             |                             |                             |                             |                             |                             |  |  |                                 |                                 |                                 |                                 |                                 |                                 |  |  |                                            |                                            |                                            |                                            |                                            |                                            |  |  |  |  |
|              |              |              |              |                      |                 |                  |                  |                  |                  |                  |                  |                |                |               |               |                  |                  |                  |                  |                  |                  |             |             |                  |                  |                  |                  |                  |                  |                 |                 |                                           |                                           |                                           |                                           |                                           |                                           |              |              |                          |                          |                          |                          |                            |                            |                            |                            |                             |                             |                             |                             |                             |                             |  |  |                                 |                                 |                                 |                                 |                                 |                                 |  |  |                                            |                                            |                                            |                                            |                                            |                                            |  |  |  |  |
|              |              |              |              |                      |                 |                  |                  |                  |                  |                  |                  |                |                |               |               | ハトシェプスト   | ハトシェプスト   | ハトシェプスト   | ハトシェプスト   | ハトシェプスト   | ハトシェプスト   |             |             | トトメス2世      | トトメス2世      | トトメス2世      | トトメス2世      | トトメス2世      | トトメス2世      |                 |                 | イシス                                    | イシス                                    | イシス                                    | イシス                                    | イシス                                    | イシス                                    |              |              |                          |                          |                          |                          |                            |                            |                            |                            |                             |                             |                             |                             |                             |                             |  |  |                                 |                                 |                                 |                                 |                                 |                                 |  |  |                                            |                                            |                                            |                                            |                                            |                                            |  |  |  |  |
|              |              |              |              |                      |                 |                  |                  |                  |                  |                  |                  |                |                |               |               | ハトシェプスト   | ハトシェプスト   | ハトシェプスト   | ハトシェプスト   | ハトシェプスト   | ハトシェプスト   |             |             | トトメス2世      | トトメス2世      | トトメス2世      | トトメス2世      | トトメス2世      | トトメス2世      |                 |                 | イシス                                    | イシス                                    | イシス                                    | イシス                                    | イシス                                    | イシス                                    |              |              |                          |                          |                          |                          |                            |                            |                            |                            |                             |                             |                             |                             |                             |                             |  |  |                                 |                                 |                                 |                                 |                                 |                                 |  |  |                                            |                                            |                                            |                                            |                                            |                                            |  |  |  |  |
|              |              |              |              |                      |                 |                  |                  |                  |                  |                  |                  |                |                |               |               |                  |                  |                  |                  |                  |                  |             |             |                  |                  |                  |                  |                  |                  |                 |                 |                                           |                                           |                                           |                                           |                                           |                                           |              |              |                          |                          |                          |                          |                            |                            |                            |                            |                             |                             |                             |                             |                             |                             |  |  |                                 |                                 |                                 |                                 |                                 |                                 |  |  |                                            |                                            |                                            |                                            |                                            |                                            |  |  |  |  |
|              |              |              |              |                      |                 |                  |                  |                  |                  |                  |                  |                |                |               |               |                  |                  |                  |                  |                  |                  |             |             |                  |                  |                  |                  | トトメス3世      |                  |                 |                 |                                           |                                           |                                           |                                           |                                           |                                           |              |              |                          |                          |                          |                          |                            |                            |                            |                            |                             |                             |                             |                             |                             |                             |  |  |                                 |                                 |                                 |                                 |                                 |                                 |  |  |                                            |                                            |                                            |                                            |                                            |                                            |  |  |  |  |
|              |              |              |              |                      |                 |                  |                  |                  |                  |                  |                  |                |                |               |               |                  |                  |                  |                  |                  |                  |             |             |                  |                  |                  |                  |                  |                  |                 |                 |                                           |                                           |                                           |                                           |                                           |                                           |              |              |                          |                          |                          |                          |                            |                            |                            |                            |                             |                             |                             |                             |                             |                             |  |  |                                 |                                 |                                 |                                 |                                 |                                 |  |  |                                            |                                            |                                            |                                            |                                            |                                            |  |  |  |  |
|              |              |              |              |                      |                 |                  |                  |                  |                  |                  |                  |                |                |               |               |                  |                  |                  |                  |                  |                  |             |             |                  |                  |                  |                  | アメンホテプ2世  | アメンホテプ2世  | アメンホテプ2世 | アメンホテプ2世 | アメンホテプ2世                           | アメンホテプ2世                           |                                           |                                           |                                           |                                           |              |              | アルタタマ1世 ミタンニ王 | アルタタマ1世 ミタンニ王 | アルタタマ1世 ミタンニ王 | アルタタマ1世 ミタンニ王 | アルタタマ1世 ミタンニ王   | アルタタマ1世 ミタンニ王   |                            |                            |                             |                             |                             |                             |                             |                             |  |  |                                 |                                 |                                 |                                 |                                 |                                 |  |  |                                            |                                            |                                            |                                            |                                            |                                            |  |  |  |  |
|              |              |              |              |                      |                 |                  |                  |                  |                  |                  |                  |                |                |               |               |                  |                  |                  |                  |                  |                  |             |             |                  |                  |                  |                  | アメンホテプ2世  | アメンホテプ2世  | アメンホテプ2世 | アメンホテプ2世 | アメンホテプ2世                           | アメンホテプ2世                           |                                           |                                           |                                           |                                           |              |              | アルタタマ1世 ミタンニ王 | アルタタマ1世 ミタンニ王 | アルタタマ1世 ミタンニ王 | アルタタマ1世 ミタンニ王 | アルタタマ1世 ミタンニ王   | アルタタマ1世 ミタンニ王   |                            |                            |                             |                             |                             |                             |                             |                             |  |  |                                 |                                 |                                 |                                 |                                 |                                 |  |  |                                            |                                            |                                            |                                            |                                            |                                            |  |  |  |  |
|              |              |              |              |                      |                 |                  |                  |                  |                  |                  |                  |                |                |               |               |                  |                  |                  |                  |                  |                  |             |             |                  |                  |                  |                  |                  |                  |                 |                 |                                           |                                           |                                           |                                           |                                           |                                           |              |              |                          |                          |                          |                          |                            |                            |                            |                            |                             |                             |                             |                             |                             |                             |  |  |                                 |                                 |                                 |                                 |                                 |                                 |  |  |                                            |                                            |                                            |                                            |                                            |                                            |  |  |  |  |
|              |              |              |              |                      |                 |                  |                  |                  |                  |                  |                  | イウヤ         | イウヤ         | イウヤ        | イウヤ        | イウヤ           | イウヤ           |                  |                  | チュウヤ         | チュウヤ         | チュウヤ    | チュウヤ    | チュウヤ         | チュウヤ         |                  |                  | トトメス4世      | トトメス4世      | トトメス4世     | トトメス4世     | トトメス4世                               | トトメス4世                               |                                           |                                           | ムテムウィヤ                              | ムテムウィヤ                              | ムテムウィヤ | ムテムウィヤ | ムテムウィヤ             | ムテムウィヤ             |                          |                          | シュッタルナ2世 ミタンニ王 | シュッタルナ2世 ミタンニ王 | シュッタルナ2世 ミタンニ王 | シュッタルナ2世 ミタンニ王 | シュッタルナ2世 ミタンニ王  | シュッタルナ2世 ミタンニ王  |                             |                             |                             |                             |  |  |                                 |                                 |                                 |                                 |                                 |                                 |  |  |                                            |                                            |                                            |                                            |                                            |                                            |  |  |  |  |
|              |              |              |              |                      |                 |                  |                  |                  |                  |                  |                  | イウヤ         | イウヤ         | イウヤ        | イウヤ        | イウヤ           | イウヤ           |                  |                  | チュウヤ         | チュウヤ         | チュウヤ    | チュウヤ    | チュウヤ         | チュウヤ         |                  |                  | トトメス4世      | トトメス4世      | トトメス4世     | トトメス4世     | トトメス4世                               | トトメス4世                               |                                           |                                           | ムテムウィヤ                              | ムテムウィヤ                              | ムテムウィヤ | ムテムウィヤ | ムテムウィヤ             | ムテムウィヤ             |                          |                          | シュッタルナ2世 ミタンニ王 | シュッタルナ2世 ミタンニ王 | シュッタルナ2世 ミタンニ王 | シュッタルナ2世 ミタンニ王 | シュッタルナ2世 ミタンニ王  | シュッタルナ2世 ミタンニ王  |                             |                             |                             |                             |  |  |                                 |                                 |                                 |                                 |                                 |                                 |  |  |                                            |                                            |                                            |                                            |                                            |                                            |  |  |  |  |
|              |              |              |              |                      |                 |                  |                  |                  |                  |                  |                  |                |                |               |               |                  |                  |                  |                  |                  |                  |             |             |                  |                  |                  |                  |                  |                  |                 |                 |                                           |                                           |                                           |                                           |                                           |                                           |              |              |                          |                          |                          |                          |                            |                            |                            |                            |                             |                             |                             |                             |                             |                             |  |  |                                 |                                 |                                 |                                 |                                 |                                 |  |  |                                            |                                            |                                            |                                            |                                            |                                            |  |  |  |  |
|              |              |              |              |                      |                 |                  |                  |                  |                  |                  |                  |                |                |               |               |                  |                  |                  |                  |                  |                  |             |             |                  |                  |                  |                  |                  |                  |                 |                 |                                           |                                           |                                           |                                           |                                           |                                           |              |              |                          |                          |                          |                          |                            |                            |                            |                            |                             |                             |                             |                             |                             |                             |  |  |                                 |                                 |                                 |                                 |                                 |                                 |  |  |                                            |                                            |                                            |                                            |                                            |                                            |  |  |  |  |
|              |              |              |              |                      |                 |                  |                  |                  |                  |                  |                  |                |                |               |               | アイ             | アイ             | アイ             | アイ             | アイ             | アイ             |             |             | ティイ           | ティイ           | ティイ           | ティイ           | ティイ           | ティイ           |                 |                 | アメンホテプ3世                           | アメンホテプ3世                           | アメンホテプ3世                           | アメンホテプ3世                           | アメンホテプ3世                           | アメンホテプ3世                           |              |              | ギルヒパ                 | ギルヒパ                 | ギルヒパ                 | ギルヒパ                 | ギルヒパ                   | ギルヒパ                   |                            |                            | アルタッシュマラ ミタンニ王 | アルタッシュマラ ミタンニ王 | アルタッシュマラ ミタンニ王 | アルタッシュマラ ミタンニ王 | アルタッシュマラ ミタンニ王 | アルタッシュマラ ミタンニ王 |  |  | トゥシュラッタ ミタンニ王       | トゥシュラッタ ミタンニ王       | トゥシュラッタ ミタンニ王       | トゥシュラッタ ミタンニ王       | トゥシュラッタ ミタンニ王       | トゥシュラッタ ミタンニ王       |  |  | シャッティワザ （マッティワザ） ミタンニ王 | シャッティワザ （マッティワザ） ミタンニ王 | シャッティワザ （マッティワザ） ミタンニ王 | シャッティワザ （マッティワザ） ミタンニ王 | シャッティワザ （マッティワザ） ミタンニ王 | シャッティワザ （マッティワザ） ミタンニ王 |  |  |  |  |
|              |              |              |              |                      |                 |                  |                  |                  |                  |                  |                  |                |                |               |               | アイ             | アイ             | アイ             | アイ             | アイ             | アイ             |             |             | ティイ           | ティイ           | ティイ           | ティイ           | ティイ           | ティイ           |                 |                 | アメンホテプ3世                           | アメンホテプ3世                           | アメンホテプ3世                           | アメンホテプ3世                           | アメンホテプ3世                           | アメンホテプ3世                           |              |              | ギルヒパ                 | ギルヒパ                 | ギルヒパ                 | ギルヒパ                 | ギルヒパ                   | ギルヒパ                   |                            |                            | アルタッシュマラ ミタンニ王 | アルタッシュマラ ミタンニ王 | アルタッシュマラ ミタンニ王 | アルタッシュマラ ミタンニ王 | アルタッシュマラ ミタンニ王 | アルタッシュマラ ミタンニ王 |  |  | トゥシュラッタ ミタンニ王       | トゥシュラッタ ミタンニ王       | トゥシュラッタ ミタンニ王       | トゥシュラッタ ミタンニ王       | トゥシュラッタ ミタンニ王       | トゥシュラッタ ミタンニ王       |  |  | シャッティワザ （マッティワザ） ミタンニ王 | シャッティワザ （マッティワザ） ミタンニ王 | シャッティワザ （マッティワザ） ミタンニ王 | シャッティワザ （マッティワザ） ミタンニ王 | シャッティワザ （マッティワザ） ミタンニ王 | シャッティワザ （マッティワザ） ミタンニ王 |  |  |  |  |
|              |              |              |              |                      |                 |                  |                  |                  |                  |                  |                  |                |                |               |               |                  |                  |                  |                  |                  |                  |             |             |                  |                  |                  |                  |                  |                  |                 |                 |                                           |                                           |                                           |                                           |                                           |                                           |              |              |                          |                          |                          |                          |                            |                            |                            |                            |                             |                             |                             |                             |                             |                             |  |  |                                 |                                 |                                 |                                 |                                 |                                 |  |  |                                            |                                            |                                            |                                            |                                            |                                            |  |  |  |  |
|              |              |              |              |                      |                 |                  |                  |                  |                  |                  |                  |                |                |               |               |                  |                  |                  |                  |                  |                  |             |             |                  |                  |                  |                  |                  |                  |                 |                 |                                           |                                           |                                           |                                           |                                           |                                           |              |              |                          |                          |                          |                          |                            |                            |                            |                            |                             |                             |                             |                             |                             |                             |  |  |                                 |                                 |                                 |                                 |                                 |                                 |  |  |                                            |                                            |                                            |                                            |                                            |                                            |  |  |  |  |
| ホルエムヘブ | ホルエムヘブ | ホルエムヘブ | ホルエムヘブ | ホルエムヘブ         | ホルエムヘブ    |                  |                  | ムトノメジット   | ムトノメジット   | ムトノメジット   | ムトノメジット   | ムトノメジット | ムトノメジット |               |               | ネフェルティティ | ネフェルティティ | ネフェルティティ | ネフェルティティ | ネフェルティティ | ネフェルティティ |             |             |                  |                  |                  |                  | アクエンアテン   | アクエンアテン   | アクエンアテン  | アクエンアテン  | アクエンアテン                            | アクエンアテン                            |                                           |                                           | 若い方の淑女                              | 若い方の淑女                              | 若い方の淑女 | 若い方の淑女 | 若い方の淑女             | 若い方の淑女             |                          |                          |                            |                            |                            |                            |                             |                             |                             |                             |                             |                             |  |  | タドゥキパ （アクエンアテン妃） | タドゥキパ （アクエンアテン妃） | タドゥキパ （アクエンアテン妃） | タドゥキパ （アクエンアテン妃） | タドゥキパ （アクエンアテン妃） | タドゥキパ （アクエンアテン妃） |  |  |                                            |                                            |                                            |                                            |                                            |                                            |  |  |  |  |
| ホルエムヘブ | ホルエムヘブ | ホルエムヘブ | ホルエムヘブ | ホルエムヘブ         | ホルエムヘブ    |                  |                  | ムトノメジット   | ムトノメジット   | ムトノメジット   | ムトノメジット   | ムトノメジット | ムトノメジット |               |               | ネフェルティティ | ネフェルティティ | ネフェルティティ | ネフェルティティ | ネフェルティティ | ネフェルティティ |             |             |                  |                  |                  |                  | アクエンアテン   | アクエンアテン   | アクエンアテン  | アクエンアテン  | アクエンアテン                            | アクエンアテン                            |                                           |                                           | 若い方の淑女                              | 若い方の淑女                              | 若い方の淑女 | 若い方の淑女 | 若い方の淑女             | 若い方の淑女             |                          |                          |                            |                            |                            |                            |                             |                             |                             |                             |                             |                             |  |  | タドゥキパ （アクエンアテン妃） | タドゥキパ （アクエンアテン妃） | タドゥキパ （アクエンアテン妃） | タドゥキパ （アクエンアテン妃） | タドゥキパ （アクエンアテン妃） | タドゥキパ （アクエンアテン妃） |  |  |                                            |                                            |                                            |                                            |                                            |                                            |  |  |  |  |
|              |              |              |              |                      |                 |                  |                  |                  |                  |                  |                  |                |                |               |               |                  |                  |                  |                  |                  |                  |             |             |                  |                  |                  |                  |                  |                  |                 |                 |                                           |                                           |                                           |                                           |                                           |                                           |              |              |                          |                          |                          |                          |                            |                            |                            |                            |                             |                             |                             |                             |                             |                             |  |  |                                 |                                 |                                 |                                 |                                 |                                 |  |  |                                            |                                            |                                            |                                            |                                            |                                            |  |  |  |  |
|              |              |              |              |                      |                 |                  |                  |                  |                  |                  |                  |                |                |               |               |                  |                  |                  |                  |                  |                  |             |             |                  |                  |                  |                  |                  |                  |                 |                 |                                           |                                           |                                           |                                           |                                           |                                           |              |              |                          |                          |                          |                          |                            |                            |                            |                            |                             |                             |                             |                             |                             |                             |  |  |                                 |                                 |                                 |                                 |                                 |                                 |  |  |                                            |                                            |                                            |                                            |                                            |                                            |  |  |  |  |
|              |              |              |              |                      |                 | スメンクカーラー | スメンクカーラー | スメンクカーラー | スメンクカーラー | スメンクカーラー | スメンクカーラー |                |                | メリトアテン  | メリトアテン  | メリトアテン     | メリトアテン     | メリトアテン     | メリトアテン     |                  |                  |             |             | アンケセナーメン | アンケセナーメン | アンケセナーメン | アンケセナーメン | アンケセナーメン | アンケセナーメン |                 |                 | トゥト・アンク・アメン （ツタンカーメン） | トゥト・アンク・アメン （ツタンカーメン） | トゥト・アンク・アメン （ツタンカーメン） | トゥト・アンク・アメン （ツタンカーメン） | トゥト・アンク・アメン （ツタンカーメン） | トゥト・アンク・アメン （ツタンカーメン） |              |              |                          |                          |                          |                          |                            |                            |                            |                            |                             |                             |                             |                             |                             |                             |  |  |                                 |                                 |                                 |                                 |                                 |                                 |  |  |                                            |                                            |                                            |                                            |                                            |                                            |  |  |  |  |
|              |              |              |              |                      |                 | スメンクカーラー | スメンクカーラー | スメンクカーラー | スメンクカーラー | スメンクカーラー | スメンクカーラー |                |                | メリトアテン  | メリトアテン  | メリトアテン     | メリトアテン     | メリトアテン     | メリトアテン     |                  |                  |             |             | アンケセナーメン | アンケセナーメン | アンケセナーメン | アンケセナーメン | アンケセナーメン | アンケセナーメン |                 |                 | トゥト・アンク・アメン （ツタンカーメン） | トゥト・アンク・アメン （ツタンカーメン） | トゥト・アンク・アメン （ツタンカーメン） | トゥト・アンク・アメン （ツタンカーメン） | トゥト・アンク・アメン （ツタンカーメン） | トゥト・アンク・アメン （ツタンカーメン） |              |              |                          |                          |                          |                          |                            |                            |                            |                            |                             |                             |                             |                             |                             |                             |  |  |                                 |                                 |                                 |                                 |                                 |                                 |  |  |                                            |                                            |                                            |                                            |                                            |                                            |  |  |  |  |